# Arthur Stein (Althistoriker)
Arthur Stein (auch Artur Stein; * 10. Juni 1871 in Wien; † 15. November 1950 in Prag) war ein österreichisch-tschechischer Althistoriker und Überlebender des Holocaust.

## Leben
Steins Eltern stammten aus Böhmen: Vater Leopold wurde 1830 in Schöndorf (Krásný Dvůr), die Mutter Karoline, geborene Pfau, 1838 in Zbraslawitz (Zbraslavice südlich von Kuttenberg) geboren. Sie wurden 1860 in der Prager Pinkas-Synagoge getraut. Spätestens 1865 zogen sie nach Wien.
Die Maturitätsprüfung legte Stein 1890 an der Communal-Oberrealschule im 1. Wiener Bezirk (heute Realgymnasium Schottenbastei) ab. Nach einem Zusatzjahr als Externer am k.k. Staatsgymnasium im 3. Bezirk (heute Gymnasium Kundmanngasse) bestand er 1891 dort die Reifeprüfung. Nach dem Militärdienst begann er das Studium 1892 an der Wiener Universität. Seine hauptsächlichen Lehrer waren der Historiker Max Büdinger, die Althistoriker Eugen Bormann und Emil Szanto sowie der Archäologe Otto Benndorf.
Nach bestandener Lehramtsprüfung 1897 und Promotion 1898 arbeitete er bis 1903 als Supplent (Aushilfslehrer) an verschiedenen Wiener Gymnasien. Während dieser Zeit nahm er an den Ausgrabungen Heinrich Hartls in Bulgarien teil und unterbrach den Schuldienst für eine einjährige Studienreise 1899/1900 in die klassischen Mittelmeerländer. 1903 verließ er Wien und unterrichtete bis 1918 an der 1. Deutschen Staatsrealschule in Prag. 1915 habilitierte er sich an der Deutschen Universität in Prag, an die er 1918 als Professor berufen wurde. Er lehrte dort bis Dezember 1938, als er und sein Kollege Victor Ehrenberg noch vor der von den Nationalsozialisten betriebenen Annexion der Tschechoslowakei durch das Deutsche Reich aufgrund ihrer jüdischen Herkunft die Universität verlassen mussten. Forschungsaufträge wurden ihm auf Betreiben nationalsozialistischer Kollegen entzogen. Am 1. März 1939 wurde er in den dauernden Ruhestand versetzt.
In den ersten Jahren seiner Prager Zeit lernte er seine spätere Frau Flora Utitz (1884–1951) kennen, eine Schwester des Philosophen Emil Utitz. Am 14. Juni 1908 fand die Trauung durch den Rabbiner an der Maisel-Synagoge Alexander Kisch im repräsentativen Haus seiner Schwiegereltern statt.
Im Herbst 1941 konnte das Ehepaar Stein den Deportationen ins Ghetto Litzmannstadt und damit dem sicheren Tod noch entgehen. Am 6. Juli 1942 allerdings wurden beide ins Ghetto Theresienstadt deportiert. Im Theresienstadt-Konvolut ist Artur Stein als „B-Prominenter“ aufgeführt, während Schwager und Schwägerin Utitz den „Prominentenstatus A“ erhielten. Am 9. Mai 1945 erfolgte die Befreiung durch die Rote Armee und das Ehepaar konnte erst nach einer Quarantäne infolge einer Flecktyphusseuche im Lager am 2. August nach Prag zurückkehren.
Schwerpunkt von Steins wissenschaftlicher Tätigkeit war wie bei seinem Freund Edmund Groag die Prosopographie der römischen Kaiserzeit. Bereits seit 1897 waren beide zur Mitarbeit an Paulys Realencyclopädie der classischen Altertumswissenschaft (RE) herangezogen worden, zu der Stein in den folgenden Jahrzehnten ca. 2800 prosopographische Artikel beitrug. Ebenfalls mit Groag wurde er 1915 von der Preußischen Akademie der Wissenschaften mit der Erarbeitung des 4. Bandes der Prosopographia Imperii Romani (PIR) betraut, an dessen Stelle 1926 der Plan einer vollständigen Neubearbeitung des gesamten Werkes als 2. Auflage (PIR²) trat. Die ersten beiden Bände erschienen 1933 und 1936. 1939 mussten Groag und Stein die offizielle Herausgeberschaft des Werks abgeben, arbeiteten aber weiter am dritten Band, der 1943 ohne Namensnennung auf dem Titelblatt erschien.
Stein war seit 1905 Mitglied des Österreichischen Archäologischen Instituts; seit 1915 der Österreichischen Numismatischen Gesellschaft; seit 1927 der Deutschen Gesellschaft der Wissenschaft und Künste in der Tschechoslowakischen Republik (aus der er 1938/39 als „Nichtarier“ ausgeschlossen wurde); seit 1947 der Society for the Promotion of Roman Studies.

## Schriften (Auswahl)
- Die römischen Reichbeamten der Provinz Thracia. Sarajevo 1920.
- Der römische Ritterstand. München 1927.
- Prosopographia Imperii Romani. 4 Bände, 2. Auflage (PIR²). Band I 1933, II 1936, III 1943, IV (1) 1952.
- Die Legaten von Moesien. Budapest 1940.
- Die Reichsbeamten von Dazien. Budapest 1944.
- Die Präfekten von Ägypten. Bern 1950.